# Хара Ясутаро
Хара Ясутаро (яп. 原 保太郎 Хара Ясутаро:, 11 августа 1847 — 2 ноября 1936) — японский государственный деятель, губернатор префектур Хоккайдо (1896—1897), Фукусима (1895—1896) и Ямагути (1881—1895), член Палаты пэров Японии (1903—1936), мечник школы Синдо Мунэн-рю.

## Биография
Он родился как третий сын Хары Кандзи, вассала даймё Сонобэ (ныне район города Нантан). Ясутаро обучался кэндзюцу в додзё Рэнпэйкан в Эдо, где позже стал главой. После обучения покинул владения княжества Сонобэ и отправился в Киото, где стал гостем у Ивакуры Томоми. Во время войны Босин служил инспектором провинции Кодзукэ. В это время Ясутаро захватил в плен Огури Тадамасу, бывшего кандзё-бугё в правительстве Токугавы, и трёх его слуг, и обезглавил их. Неизвестно, почему Хара решил обезглавить пленников; нет доказательств, что был приказ и вполне вероятно, что Ясутаро совершил необдуманный поступок. Позже Хара заявил: «я сам убил Огури», но есть версия, что Асада Горосаку, вассал даймё Аннаки, убил Огури. В 1871 году Хара отправился в Соединенные Штаты для обучения в Ратгерском университете. Около 1874 года переехал в Англию, где изучал экономику в Королевском колледже Лондона вместе с Харой Рокуро. В 1876 году Ясутаро вернулся в Японию.
После возвращения в Японию занимал различные должности, такие как секретарь префектуры Хёго, а в 1881 году стал губернатором префектуры Ямагути. В июле 1895 года был назначен губернатором префектуры Фукусима. Также занимал должности губернатора префектуры Хоккайдо, директора отдела лесного хозяйства Министерства сельского хозяйства и торговли и директора отдела управления лесным хозяйством Министерства сельского хозяйства и торговли.
15 июля 1903 года он был назначен членом Палаты пэров и оставался на этом посту до самой смерти. Также был членом комитета по составлению исторических материалов о реставрации Мэйдзи.

## Семья
Жена, Китамура Умэ (род. 1855), дочь Китамуры Сигэтакэ, основателя первого в Японии западного ресторана Цукидзи Сэйёкэн. Старшая дочь, Хара Сицу (род. 1880), жена Касая Синдзо, президента Onoda Cement. Третья дочь, Хара Кику (род. 1883), жена Сайто Ханроку, вице-адмирала Императорского флота. Старший сын, Хара Котаро (род. 1888). Второй сын, Хара Айдзиро (род. 1890), японский инженер и авиаконструктор. Незаконнорождённая дочь, Нагатомо Дзюнко (род. 1911), приёмная дочь Нагатомо Хисакити, президента банка.

## Награды
- Великий офицер ордена Гавайской короны (16 июня 1885)
- Большой крест ордена Гавайской короны (19 апреля 1892)
- Орден Священного сокровища 4 класса (29 декабря 1892)
- Орден Священного сокровища 3 класса (27 декабря 1899)